# Henry Sutton
Henry Sutton (26 de setembro de 1868 — 24 de maio de 1936) foi um velejador britânico, campeão olímpico. Ele competiu nos Jogos Olímpicos de Verão de 1908 na classe 8 Metre e conquistou a medalha de ouro na disputa a bordo do Cobweb com Blair Cochrane, John Rhodes, Arthur Wood e Charles Campbell. Sutton foi membro do Royal Yacht Squadron e por um tempo Commodore do Royal Victoria Yacht Club.